# Jaume Caresmar i Alemany
Jaume Caresmar i Alemany (Igualada, 10 d'octubre de 1717 – Barcelona, 1 de setembre de 1791) fou un historiador i eclesiàstic català, destacat membre de l'orde dels Premonstratencs i nomenat en dues ocasions abat del Monestir de Santa Maria de Bellpuig de les Avellanes, a Os de Balaguer, comarca de la Noguera.

## Biografia

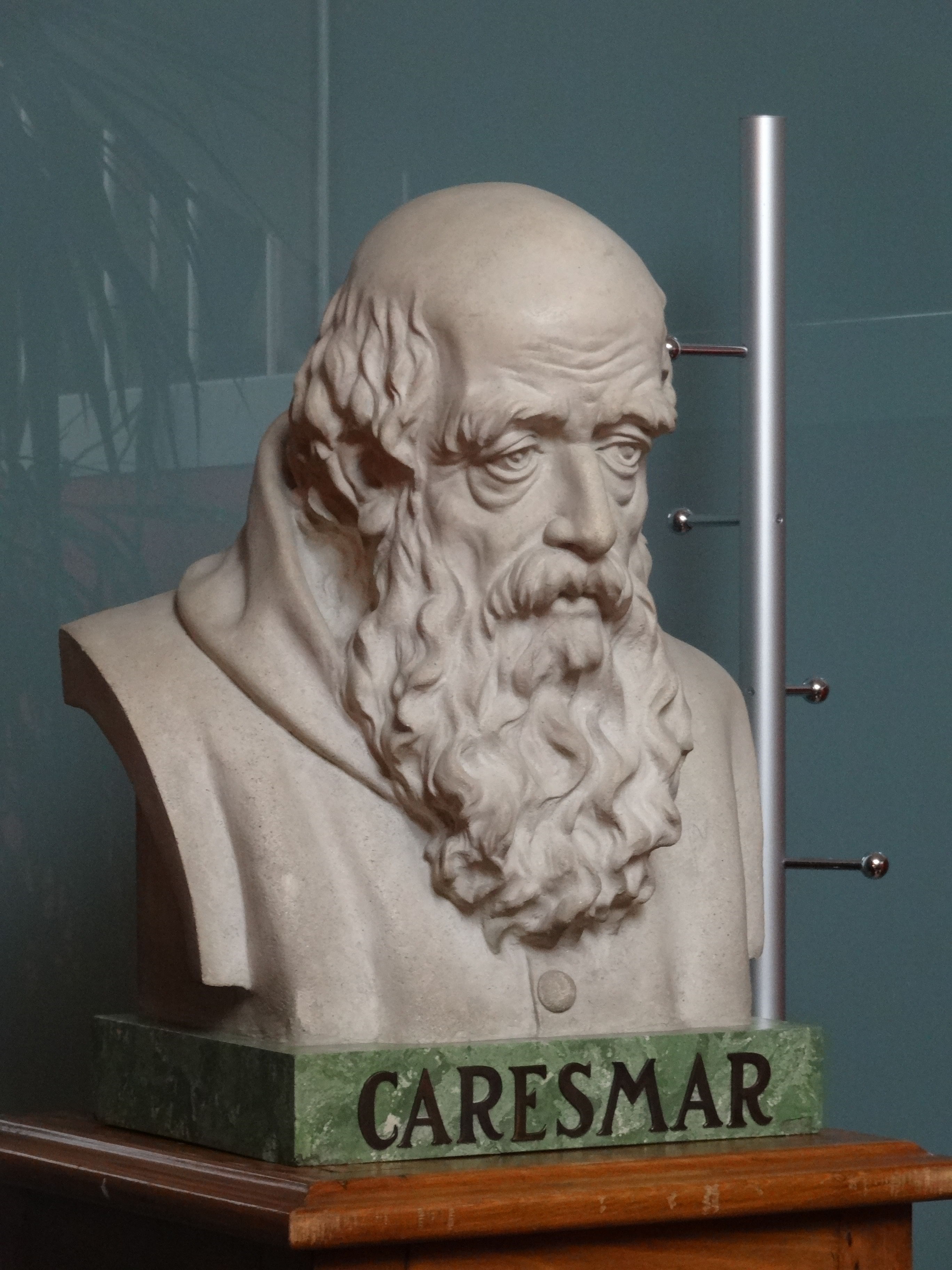
Bust de Caresmar, a Igualada.

Jaume Caresmar nasqué al carrer del Born, a Igualada, en una època difícil posterior a la Guerra de successió (1701-1714), fill d'una parella de menestrals benestants, Ramon Caresmar, sabater de professió, i Rosa Alemany. Després d'estudiar a la seva ciutat natal i de la mort del seu pare, es traslladà a Barcelona, on sota la protecció de l'avi patern es graduà com doctor en filosofia i teologia amb els jesuïtes. L'1 de novembre de 1742, vestí l'hàbit blanc dels monjos premonstratencs al Monestir de Bellpuig de les Avellanes, on professà el 10 de novembre de 1743, i on destacà com a professor i per les seves investigacions històriques en arxius i treballs. Va escriure estudis sobre esglésies i cenobis catalans. Dedicà molt temps a classificar i ordenar un gran nombre de pergamins del monestir. L'any 1750 fou membre de l'Acadèmia de Bones Lletres de Barcelona. Fou membre de la Real Academia de la Historia a Madrid, i la Real Cámara de Castilla li dona facilitats per fer recerca arxivística. Fou cridat a París pels superiors de l'orde premonstratès, on va estudiar aspectes de la història de França relacionats amb Catalunya.
Fou nomenat abat per primera vegada el 25 de setembre de 1754, càrrec que mantingué fins al 24 de setembre de 1757. Fou abat per segona vegada entre 1766 i 1769.
A instàncies de la Junta de Comerç l'any 1771 escrigué "Discurso sobre la agricultura, comercio e industria del Principado de Cataluña".
Jaume Caresmar va sostenir la teoria que el sant Sever de Barcelona no havia existit i que la llegenda s'havia format a partir de l'assimilació de la figura del bisbe barceloní a la història real de Sant Sever de Ravenna, màrtir al segle iv.
Jaume Caresmar morí l'1 de setembre de 1791 i fou enterrat a Bellpuig.
El CRAI Biblioteca de Fons Antic de la Universitat de Barcelona conserva dues obres que van formar part de la biblioteca personal de Caresmar, així com un exemple de les marques de propietat que van identificar els seus llibres al llarg de la seva vida.

## Homenatges

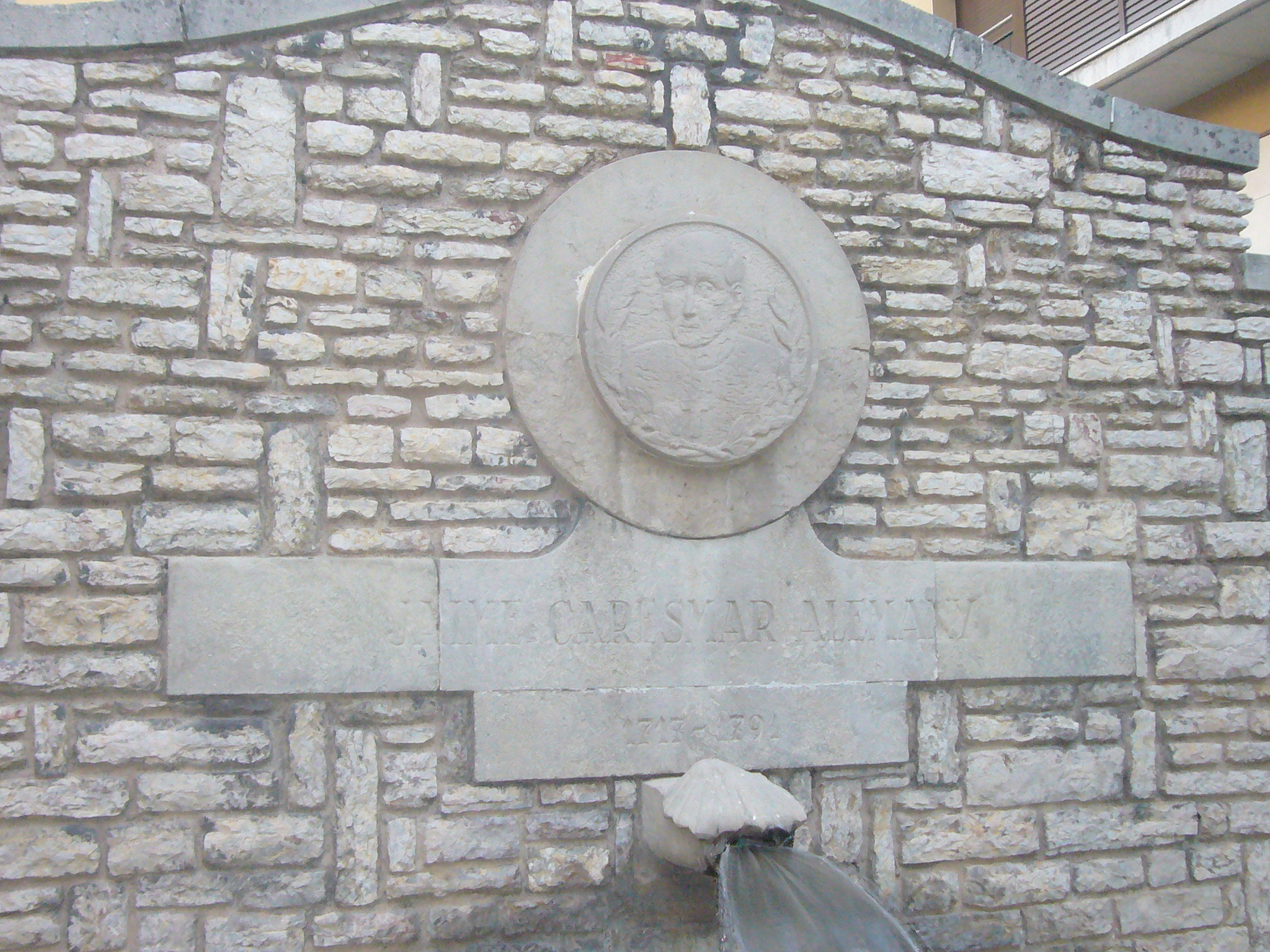
Font dedicada a Jaume Caresmar, situada a la travessia de Sant Jaume, a Igualada.

L'historiador Joan Mercader i Riba publicà l'any 1947 el llibre "Un igualadí del segle XVIII: Jaume Caresmar".
Miquel Ball i el mossèn Josep Còdol i Margarit fundaren l'any 1953 l'Agrupament Escolta Jaume Caresmar - Maria Antònia Salvà, fruit de la unificació dels agrupaments Jaume Caresmar de minyons escoltes i Maria Antònia Salvà de noies guies.
La ciutat d'Igualada li ha dedicat un passatge i una avinguda, i hi ha una plaça commemorativa a l'indret on nasqué, una casa desapareguda al carrer del Born, 25. També li dedicà una font situada a la travessia de Sant Jaume. Actualment existeixen els premis de recerca Jaume Caresmar i Joan Mercader -centrats especialment en la ciutat d'Igualada i en la comarca de l'Anoia-, convocats per l'Ajuntament d'Igualada, el Centre d'Estudis Antoni de Capmany d'Economia i Història Econòmica de la Universitat de Barcelona i el Centre d'Estudis Comarcals d'Igualada.